# Mercuria
Mercuria Energy Group est une entreprise suisse basée à Genève, engagée essentiellement dans le négoce de pétrole et de produits pétroliers.

## Histoire
Mercuria est fondée en 2004 par Marco Dunand et Daniel Jaeggi. En mars 2014, Mercuria acquiert pour 3,5 milliards de dollars en cash la branche spécialisée dans le commerce de matières premières de JPMorgan Chase.
Le chiffre d'affaires du groupe s'est élevé à 112 milliards de dollars en 2013, tandis que les quantités vendues se sont montées à 195 millions de tonnes d'équivalent pétrole.
Mercuria cède 12 % de son capital au géant chimique chinois ChemChina en janvier 2016. Mercuria est une des plus grosses entreprises suisses par chiffre d'affaires qui n'est pas cotée en bourse[réf. nécessaire] cependant le montant de la transaction n'a pas été communiqué.
Le but du rapprochement, envisagé comme un partenariat durable et non comme une opération financière, est de combiner le gigantisme de ChemChina et l'agilité du trader suisse sur les marchés internationaux. ChemChina, qui fabrique des produits allant des pneus à l'essence en passant par les fertilisants, achète d'énormes quantités de matières premières. Mercuria va devenir, grâce à cette alliance, son fournisseur privilégié. Le groupe chinois, qui dit raffiner annuellement 25 millions de tonnes de pétrole, cherche à sécuriser son approvisionnement, notamment en gaz liquéfié, en gaz naturel et en naphta (un produit utilisé dans l'industrie pétrochimique), estime-t-on chez Mercuria à Genève.[non pertinent]